# 콘스탄티노폴리스 대학교
콘스탄티노폴리스 대학교(University of Constantinople)는 ‘마그나우라궁정 대학(Πανδιδακτήριον της Μαγναύρας)’으로도 알려져 있으며, 425년 테오도시우스 2세에 의해 판디다크테리온(Pandidakterion)라는 이름으로 설립되었다. 일반적으로 대학교를 의미하는 라틴어 우니베르시타스(UNIVERSITAS)를 처음 사용한 볼로냐 대학교를 최초의 대학교로 보지만, 이 콘스탄티노폴리스 대학교를 최초의 대학교로 보는 학자가 있다. 콘스탄티노폴리스 대학교는 대학교 칭호를 얻기 전부터 오랜 기간 동안 학술기관으로 존재했으며, 그 원형이 되는 학술기관은 5세기에 설립되었던 것이다. 콘스탄티노폴리스 대학교에는 의학부, 신학부(철학부), 법학부로 나뉘어 있었으며, 부속 또는 부설로 경제단과대학, 공학단과대학, 교양학부, 도서관 등이 있었다.

## 연혁
동로마 제국 사회는 당대의 세계 여러 국가들과 비교해 볼 때 높은 수준의 문화를 갖고 있었다. 동로마 제국은 고대 학교들에서 이루어진 학문적 업적이 후대에 계속 전승될 수 있는 세속적인 교육체계를 갖고 있었다. 예과 교육이 전국적으로 행해지고 있었고, 남녀 모두 교육의 수혜를 받았다. 이러한 전국 단위의 교육체제는 콘스탄티노폴리스 대학교의 성격을 이해하는 데 도움을 준다. 이슬람 교도의 침략이 있기 전까지 콘스탄티노폴리스 대학교와 비슷한 고등교육기관이 안티오크와 알렉산드리아와 같은 대도시도 있었다.
콘스탄티노폴리스 대학교의 바탕이 된 판디다크테리온(Pandidakterion)은 425년 테오도시우스 2세에 의해 설립된 학교이다. 이 학교에는 그리스어, 라틴어, 법학, 철학(신학), 의학, 기하학, 지리학, 천문학, 음악학, 수사학 등의 분야에 걸친 60여명의 전문 교원이 소속되어 있었다. 판디다크테리온은 수차례의 개편을 거치면서 15세기까지 콘스탄티노폴리스에 존속한다.
콘스탄티노폴리스 대학교의 학생들은 수사학, 철학, 법학을 정부 공무원이나 교회 성직자에게 필요로 되는 수준까지 능통해지도록 교육받았다. 이러한 측면에서 콘스탄티노폴리스 대학교는 세속 세계에서 최고신학학교(Theological School)와 동등한 지위를 지녔다. 콘스탄티노폴리스 대학교에서의 철학은 플라톤과 아리스토텔레스의 철학이었으며, 이러한 점에서 콘스탄티노폴리스 대학교가 1천여 년 간 존속해온 고대 그리스 학교의 계승자고, 15세기까지 존재하며 유럽 서부의 르네상스를 촉진한 문화 전수자였다는 사실을 의미한다.
9세기에 들어 콘스탄티노폴리스 대학교 내에 마그나우라(Magnaura) 학교가 부설되었고, 11세기에는 철학과 법학분야의 새로운 학교들이 ‘중심학교들(Capital Schools)’라는 이름으로 대학교 내에 부설되었다. 콘스탄티노폴리스 대학교는 제4차 십자군에 의한 콘스탄티노폴리스 함락으로 인해 쇠락의 길을 걷기 시작하였는데, 1453년 이슬람 교도들에 의해 콘스탄티노폴리스가 함락될 때까지 교회에 종속되어 신학대학으로서의 명맥만을 유지하였다. 콘스탄티노폴리스가 이슬람교도들의 수중에 놓이자 이 대학교는 메흐메트 2세에 의해 이스탄불 대학교로 재탄생하여 오늘날에 이르고 있다.

## 저명한 교수
저명한 교수로 포티우스, 성 키릴과 메토디우스(Saints Cyril and Methodius), 고백자 막시무스(Maximus the Confessor), 미카엘 프셀로스 등이 있다.

## 저명한 동문
저명한 동문으로 시메온 1세 등이 있다.

## 같이 보기
- 동로마 제국의 교육
- 동로마 제국의 고등교육